# Chiesa di Santo Stefano (Sorico)
La chiesa di Santo Stefano è una chiesa di Sorico, in provincia di Como. Dal 1444 ospitò la sede della pieve di Sorico.

## Storia
Di origini romaniche, fu ricostruita a partire dal 1443 anche con una donazione da parte di Filippo Maria Visconti di 400 coronati, in occasione del trasferimento da Olonio, ed ebbe il titolo di parrocchia e di collegiata, retta da un arciprete. L'edificazione della struttura è citata in un documento del 1456, nel quale si parla di un edificio "costrutto di nuovo".
L'edificio quattrocentesco, realizzato nel 1447, era costituito da tre navate con cinque campate. Due cappelle laterali vennero aggiunte nel Seicento.
La chiesa fu nuovamente ricostruita nelle forme attuali nel 1703 ad opera di Giorgio Giulini.

## Descrizione

La navata centrale dell'arcipretale in Sorico.

Il campanile, che qualcuno vuole essere già appartenuta all'originaria costruzione romanica, sembra essere un edificio del XV secolo, costruita probabilmente a partire da una precedente torre difensiva.
Dell'edificio quattrocentesco rimangono gli stipiti del portale, un arco a forma di ogiva nella parete di destra e le decorazioni ad archetti pensili all'esterno del presbiterio.

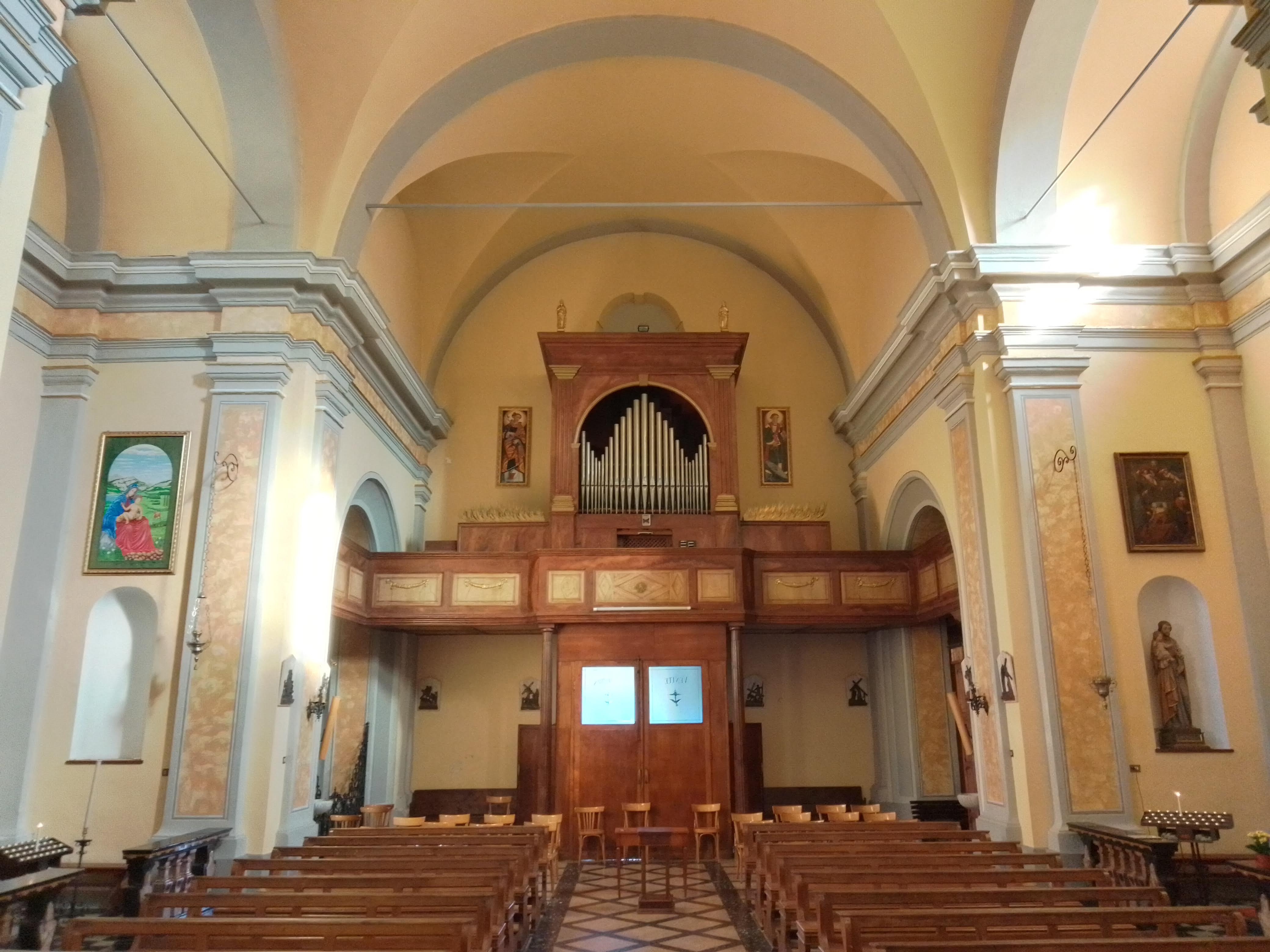
La controfacciata e l'Organo Mascioni.

 All'interno ospita un trittico rinascimentale della Madonna che allatta il Bambino tra i santi Stefano e Vincenzo, con cornice in legno scolpito e dipinto. L'opera, databile al XVI secolo è di scuola lombarda, essendo attribuita a Domenico da Lugano. La predella della struttura che ospita il trittico ospita è ornata con i dipinti dei dodici apostoli, suddivisi in tre gruppi intervallati da rappresentazioni pittoriche dei primi quattro dottori della Chiesa. La cimasa si compone da tre specchiature che, nel loro insieme, simboleggiano l'Annunciazione. Il polittico fu ricollocato dietro all'altare maggiore poco dopo la metà del XX secolo. In precedenza, si trovava infatti lungo la parete sinistra dell'area presbiteriale.

Il possente campanile della chiesa

L'organo, meccanico con una sola tastiera, collocato in controfacciata, fu realizzato da Giacomo Mascioni di Cuvio nel 1858